# Platyxanthus orbignyi
El cangrejo violáceo (Platyxanthus orbignyi) o cangrejo popeye es una especie de cangrejo marino de la familia Platyxanthidae.

## Descripción
Los machos tienen una coloración roja en el dorso y amarillenta en el vientre. Las hembras tienen el caparazón morado con manchas amarillas. Se pueden hallar pelos en la parte ventral, en los márgenes de los periópodos y en la zona cercana a la mandíbula. Puede alcanzar 11 centímetros de ancho de cefalotórax.
El cangrejo violáceo presenta un crecimiento alométrico. A lo largo de su vida, los machos pasan por 9 estadios de muda mientras que las hembras experimentan 7 estadios.
Es un elemento importante de la pesca artesanal. La población de cangrejo violáceo no está amenazada, aunque se han detectado muertes por varamientos provocados por aumentos de la temperatura superficial del mar y aliviaderos agrícolas.

## Distribución y hábitat
Su área de distribución abarca el océano Pacífico sudamericano, a lo largo de la costa, desde Ecuador hasta el centro de Chile.
Habita las zonas intermareales, hasta los 27 metros de profundidad. Suele estar enterrado en los fondos arenosos, cerca de las rocas.